# Habrophlebia
Genre
Habrophlebia est un genre d'insectes appartenant à l'ordre des éphéméroptères, à la famille des Leptophlebiidae.

## Liste des espèces en Europe
Selon Fauna Europaea (4 janvier 2023) :
- Habrophlebia antoninoi Alba-Tercedor, 2000
- Habrophlebia consiglioi Biancheri, 1959
- Habrophlebia eldae (Jacob & Sartori, 1984)
- Habrophlebia fusca (Curtis, 1834)
- Habrophlebia lauta (Eaton, 1884)